# José Nasazzi
José Nasazzi Yarza (Montevidéu, 24 de março de 1901 - Montevidéu, 17 de junho de 1968) foi um futebolista e treinador considerado "o prócer do futebol uruguaio", sendo capitão em todos os jogos que realizou pela Seleção Uruguaia de Futebol, e em tempos nos quais o posto equivalia ao próprio cargo de treinador, sendo o responsável pelas escalações do ciclo áureo da Celeste Olímpica. Pelo Uruguai, foi bicampeão olímpico, e também capitão da primeira seleção vencedora da Copa do Mundo FIFA: o Uruguai de 1930. É um dos poucos futebolistas na história que são campeões das Olimpíadas e também da Copa do Mundo.
Na Copa de 1930, ele era jogador do pequeno Bella Vista, clube cujo estádio leva o nome de Nasazzi.[carece de fontes?] Nasazzi e Obdulio Varela, por sua vez o capitão da Celeste campeã de 1950, são, para além desses títulos, considerados os maiores capitães do futebol uruguaio. Nasazzi também foi um antecessor dos laterais. Na seleção, o volante central costumava retroceder para que o capitão avançasse por um dos lados, normalmente o direito, para perto do ataque. No início da carreira, ele inclusive chegou a ser centroavante.
Zagueiro central de grande força física, fora dos campos tinha um comportamento humilde e bem humorado, mas dentro exibia personalidade forte. Violento se necessário, se tornou um dos mais laureados atletas da história futebolística, sendo o único juntamente com Pedro Cea, Héctor Scarone e José Leandro Andrade a ser titular em todas as conquistas da Seleção Uruguaia nos anos 1920. O sindicato de jornalistas esportivos uruguaios elegeria Nasazzi o melhor esportista do país no século XX. Foi apelidado de El Mariscal ("O Marechal)", El Terrible ("O Terrível") e ainda El Único. Quando faleceu, foi descrito pelos rivais argentinos como alguém que "ficou na história do futebol uruguaio como o defensor de força e talento, de dentes apertados, que protegia seu gol como uma trincheira, até o último tiro".
Pela Federação Internacional de História e Estatísticas do Futebol, Nasazzi foi eleito, também para o século XX, o sétimo maior jogador uruguaio, à frente de Pedro Rocha (oitavo) e Alcides Ghiggia (décimo), e o 26º maior da América do Sul, à frente até de Romário, Paulo Roberto Falcão, Rivellino, Carlos Alberto Torres e Daniel Passarella, dentre outros. A revista britânica World Soccer incluiu o uruguaio entre os cem maiores jogadores do século XX, precisamente na 75ª posição, à frente de Alessandro Del Piero, Enzo Francescoli, novamente Falcão, Ryan Giggs, Sepp Maier, Zbigniew Boniek, Giacinto Facchetti e Raymond Kopa, dentre outros.[carece de fontes?]

## Carreira em clubes

### Inícios e Bella Vista

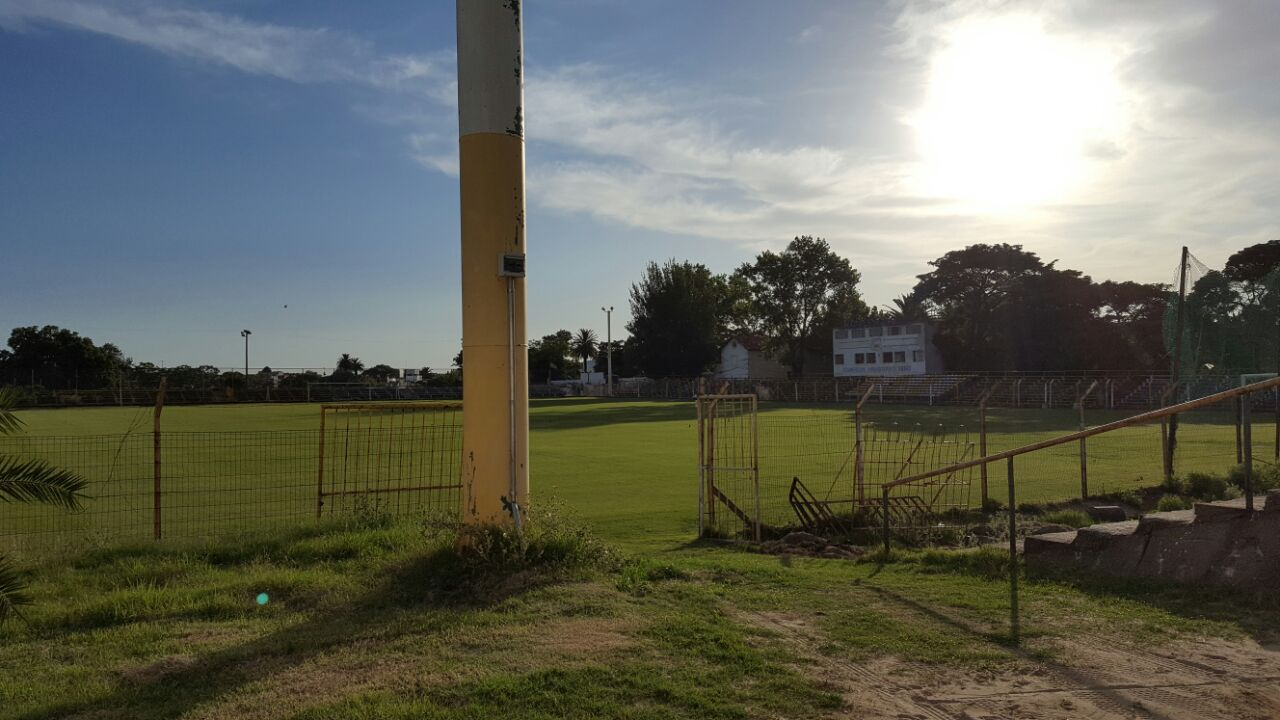
Gramado do estádio José Nasazzi, como foi nomeado o campo do Bella Vista.

Filho do italiano Giuseppe Nasazzi (falecido ainda na infância de José), nascido na Lombardia, e da uruguaia de pais bascos Jacinta Yarza, nasceu e residia no bairro de Villa Peñarol, no subúrbio de Montevidéu. Nasazzi e mãe passaram a residir no bairro montevideano de Bella Vista após a perda paterna. O clube de mesmo nome só viria a existir em 1920;[carece de fontes?] Nasazzi iniciou no futebol no campinho da capela salesiana da vizinhança, o qual futuramente daria lugar ao campo do Bella Vista, lugar cuja associação com os salesianos renderia ao clube o apelido de Los Papales. Já na infância dedicava-se ao futebol, tendo na Domingo Savio a sua primeira equipe séria.
Na época amadora do futebol uruguaio, Nasazzi tornou-se empregado de uma companhia de materiais de construção, onde trabalhava com mármore em paralelo a atividades esportivas no juvenis do Lito. Defendeu ainda o Roland Moor, aos 20 anos. Após a fundação do Bella Vista, solicitou transferência a este clube, negada. Precisou esperar um ano. Quando veio, o Bella Vista conseguiu o título da segunda divisão e consequente acesso à elite do campeonato uruguaio, na qual estreou em 1923. E foi de Nasazzi, na época ainda centroavante, o primeiro gol papal na primeira divisão.
Ainda em 1923, foi improvisado na zaga em função da lesão de um colega, firmando-se na nova posição a ponto de ainda em 1923 ser convocado à Copa América daquele ano. Foi o ano de sua estreia na seleção uruguaia e ele, além de titular na competição, também foi eleito o melhor jogador.[carece de fontes?]
Desde 1922, o futebol uruguaio passava por um cisma, a durar até 1925, separando os dois principais clubes do país:[carece de fontes?] o Nacional permanecia na liga reconhecida pela FIFA e o Peñarol, em outra, privando os jogadores aurinegros de integrarem a seleção uruguaia. Sem o Peñarol, o Bella Vista de Nasazzi e José Leandro Andrade, que chegou ao clube exatamente por convite de Nasazzi, tornou-se o principal concorrente do Nacional no campeonato de 1924, bem como foi o segundo clube mais representado entre os uruguaios titulares na final da Copa do Mundo FIFA de 1930.
Em 1924, Nasazzi e Andrade também integraram como titulares a seleção campeã olímpica de 1924.[carece de fontes?] Foi após essas Olimpíadas que Nasazzi deixou de vez o trabalho com mármore. Nasazzi seguiria no Bella Vista até o início da década de 1930 e como jogador do clube liderou a seleção uruguaia nas grandes conquistas dela na década de 1920, culminando na Copa do Mundo FIFA de 1930. O estádio do clube acabaria nomeado José Nasazzi.[carece de fontes?]

### Nacional

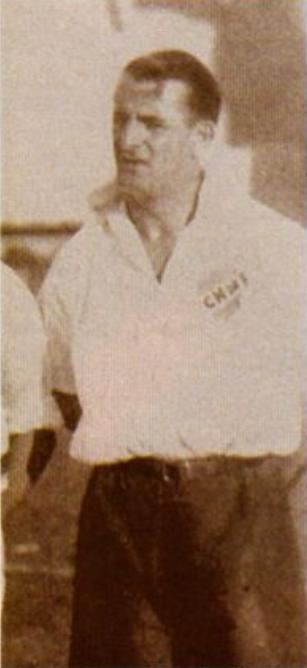
Nasazzi no Nacional.

Ainda como jogador do Bella Vista, Nasazzi foi emprestado ao Club Nacional de Football em 1925. Não houve campeonato uruguaio naquele ano[carece de fontes?] e o clube tricolor aproveitou para realizar uma vitoriosa excursão à Europa. No ano seguinte ao primeiro ouro olímpico do futebol uruguaio e sul-americano, a viagem confirmou o valor do futebol uruguaio. 700 mil pessoas viram a equipe ao longo de 38 partidas. Nasazzi também participou, emprestado. Foram 130 gols marcados, somente 30 sofridos, com 26 vitórias e somente cinco derrotas.
Nasazzi, ex-centroavante convertido em zagueiro, demonstrou olfato de gol, marcando nove vezes, incluindo quatro em uma só partida no 6-0 em combinado do Tirol austríaco em Innsbruck. Outros dois vieram em 5-1 na Suíça na Basileia e mais três em Viena, com um na vitória por 2-1 sobre o Rapid e os dois da vitória por 2-0 sobre a própria seleção austríaca. Seu outro gol veio no 7-2 no Porto contra o combinado local.
Nasazzi voltou a defender o clube em 1933, agora devidamente contratado, com a oficialização do profissionalismo no futebol uruguaio tendo ocorrido em 1932. Os tricolores não eram campeões uruguaios desde 1924 e encerram o jejum no torneio de 1933,[carece de fontes?] com uma equipe apelidada de La Máquina, que possuía uma dupla de zaga brilhante formada por Nasazzi e o brasileiro Domingos da Guia, a ficar no campeonato um turno e meio sem sofrer gols. O campeonato só foi concluído já no mês de novembro de 1934. Nacional e Peñarol haviam terminado o ano de 1933 empatados ao fim da temporada regular, forçando jogos-extras a partir de maio. Foram três encontros seguidamente empatados a cada dois meses aproximadamente, fazendo do campeonato de 1933 o mais longo da história, enquanto o campeonato próprio pelo ano de 1934 já estava em andamento desde julho.
O primeiro desses clássicos decisivos terminou sob muita polêmica. O jogo terminou em 0-0, mas ficou conhecido pelo "gol da mala", pois um arremate do adversário brasileiro João de Almeida "Bahia" foi para fora. A bola voltou a campo após rebater na mala de um membro da comissão técnica do Nacional, e assim o aurinegro Braulio Castro chutou para as redes. O árbitro não era famoso e seus gestos confundiram os jogadores do Nacional, que acreditaram que ele estava validando o lance, gerando um tumulto que suspendeu a partida no minuto 70.
Nasazzi (já sem a companhia de Domingos, transferido ao Boca Juniors em 1934) e Juan Labraga foram expulsos por agressões ao juiz. O capitão acabou suspenso por um ano, desfalcando o clube na campanha campeã no campeonato propriamente válido para o ano de 1934. Parou de jogar em 1937, com os campeonatos seguintes (1935, 1936 e 1937) sendo vencidos pelo rival.[carece de fontes?]

## Seleção

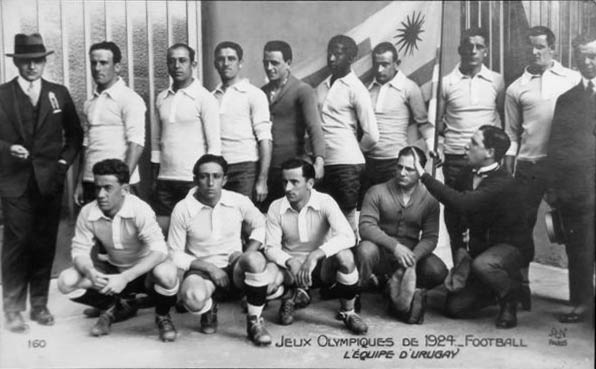
Seleção Uruguaia que foi campeã olímpica de 1924. Nasazzi é o último jogador em pé.

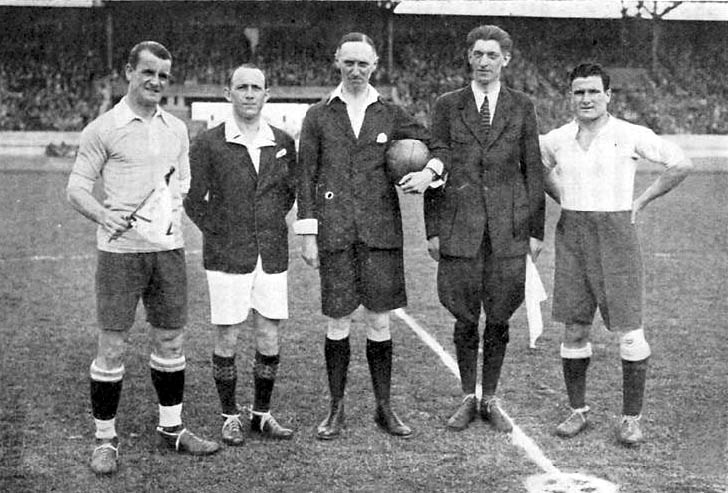
À esquerda, com o trio de arbitragem e o capitão argentino Luis Monti, antes da final olímpica de 1928

Estreou pela Seleção Uruguaia de Futebol em 1923 e parou em 1936, totalizando 41 jogos oficias, sem gols.[carece de fontes?] Ainda jogava no Bella Vista, que estreava na primeira divisão. A estreia foi em 4 de novembro,[carece de fontes?] em vitória por 2-0 na estreia da Copa América daquele ano. Nasazzi foi eleito o melhor jogador dessa edição.[carece de fontes?]
No ano seguinte, foi titular e capitão na conquista das Olimpíadas de Paris, jogando as cinco partidas.[carece de fontes?] Em tempos em que o futebol nos Jogos Olímpicos era a principal competição internacional deste esporte, o Uruguai assim se tornou a primeira seleção a demonstrar a nível mundial um bom futebol sem pertencer à Europa e recebeu então o apelido de Celeste Olímpica.
Após a conquista, os uruguaios deram uma volta completa no campo, andando pela pista lateral e acenando para a plateia, inaugurando o gesto que ficaria conhecido como "volta olímpica", repetido por eles nas duas conquistas mundiais seguintes e posteriormente adotado por todos os países. Ainda em 1924, Nasazzi também foi titular em outra conquista, a Copa América de 1924. A Celeste não participou da edição de 1925,[carece de fontes?] voltando em edição de 1926 e sendo campeã.

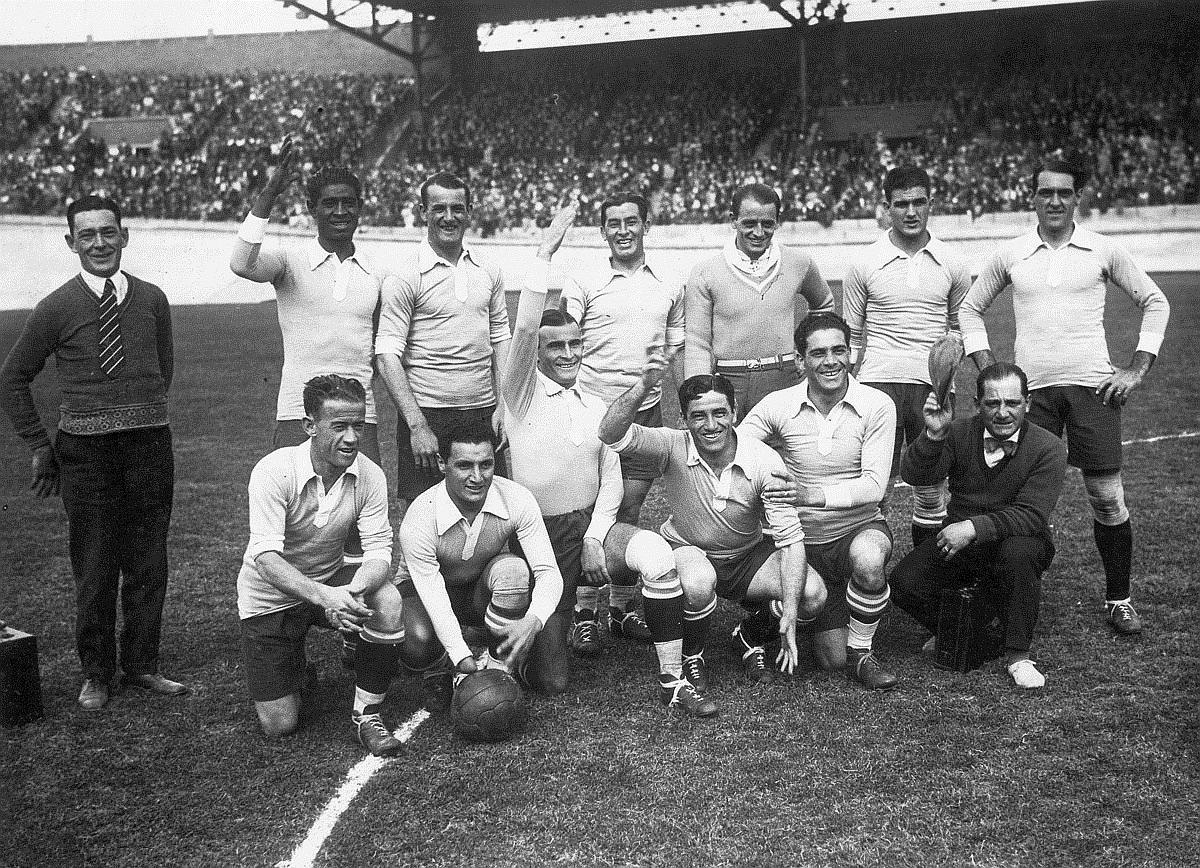
Seleção Uruguaia que foi campeã olímpica de 1928. Nasazzi é o segundo em pé.

Na edição de 1927, Nasazzi esteve ausente e o Uruguai foi vice-campeão para a Argentina. Mas a colocação bastou para qualificar a Celeste às Olimpíadas de 1928. Nos Jogos de Amsterdã, Nasazzi ausentou-se somente da semifinal contra a Itália, suspenso em função de expulsão a três minutos do fim das quartas-de-final, contra a Alemanha (derrotada por 4-1), juntamente com o adversário Richard Hofmann. Voltou a campo nas duas finais contra a Argentina, uma vez que a primeira delas terminou empatada.[carece de fontes?] O ouro foi conquistado mesmo com torcida contra dos anfitriões, após os uruguaios terem eliminado precocemente os Países Baixos.
Em 1929, a Argentina é que foi campeã sobre o Uruguai de Nasazzi, na Copa América de 1929 daquele ano.[carece de fontes?] Naquele mesmo ano, porém, o país bicampeão olímpico foi eleito por aclamação como sede da primeira Copa do Mundo, ainda que sua distância para a Europa rendesse recusas da maior parte das principais seleções desse continente. Nasazzi, furioso, teria declarado o seguinte a respeito:
| “ | Aqui lhes oferece a mesa servida e muito dinheiro. Quando nós vamos à Europa, temos que jogar pela comida. Essa é a verdade. Em um jogo na Espanha, pagavam seis mil pesetas ao Boca Juniors e a Ricardo Zamora, sete mil. Zamora, por mais bom goleiro que tenha sido, nunca superou os melhores que aqui tivemos. Aqui, pura generosidade e atenções; lá, crítica, pênaltis contra e tudo o mais | ” |

Seleção uruguaia antes da final da primeira Copa do Mundo. Nasazzi é o segundo jogador em pé.

Inicialmente, a geração bicampeã olímpica foi criticada e considera envelhecida após vitória magra por 1-0 na estreia, em plena inauguração oficial do estádio Centenário, contra o Seleção Peruana de Futebol, seleção criada apenas três anos antes. O jornal El País chegou a escrever que "Os Deuses estão cansados!". Mas os anfitriões em seguida golearam os europeus Romênia (4-0) e Iugoslávia (6-1), chegando a nova final contra a Argentina.
O título veio após duas viradas no placar: o Uruguai fez 1-0, mas terminou o primeiro tempo perdendo por 2-1. Nasazzi apareceu especialmente após o segundo gol adversário, reclamando energicamente contra o árbitro, alegando impedimento de Francisco Varallo e Guillermo Stábile, autor do gol - chegou até mesmo a, já no intervalo, desenhar inutilmente um diagrama para explicar seu ponto de vista. Mas, no segundo tempo, a Celeste reverteu para 4-2, o resultado final. E Nasazzi, ainda como jogador do Bella Vista, tornou-se o primeiro capitão de uma seleção vencedora da Copa do Mundo FIFA. Com o tempo, desenvolveria amizade com alguns dos contínuos adversários, especialmente Manuel Ferreira, o capitão argentino, que o visitava em Montevidéu a cada aniversário de Nasazzi.
Apesar do título, a Celeste se recusaria a participar da Copa do Mundo FIFA de 1934, na Itália, em retaliação pela larga ausência das seleções europeias na edição de 1930. Até hoje foi a única vez em que o campeão do torneio anterior não defendeu o título.
Nasazzi disputaria ainda a Copa América de 1935. A competição não era realizada desde 1929.[carece de fontes?] Nasazzi foi novamente titular e campeão sobre os argentinos. O campeonato classificava o campeão Olimpíadas de 1936, mas razões econômicas levaram o Uruguai a abdicar da vaga, recusada também por outros postulantes até ficar com o Peru.[carece de fontes?]
Tal como em 1923, em 1935 o defensor voltou a ser eleito o melhor jogador daquela edição de Copa América,[carece de fontes?] na qual a seleção uruguaia adotou camisa vermelha e calções brancos, combinação que se transformaria em tradicional uniforme reserva.  Nasazzi deixou a seleção em 20 de novembro de 1936.[carece de fontes?]

## Pós-carreira nos campos
Como prêmio pelas conquistas com a seleção, o governo uruguaio concedeu-lhe um emprego público nos cassinos estatais da municipalidade montevideana, cargo que ainda exercia quando faleceu. Também virou comentarista esportivo em rádios. Nasazzi foi, ainda, o treinador da Seleção Uruguaia na Copa América de 1945.
Nasazzi seguiu trabalhando mesmo após a descoberta de um câncer no esôfago, que o levaria à morte em 1968, ano em que Montevidéu recebeu em maio a finalíssima da Taça Libertadores da América entre Palmeiras e Estudiantes de La Plata, motivando a vinda de apoiadores das duas equipes à cidade. Dentre eles, velhos amigos argentinos de Nasazzi, como o capitão rival da final da Copa do Mundo FIFA de 1930, Manuel Ferreira, assim como o ex-colega de Nacional e seleção José Pedro Cea, que puderam visita-lo ainda em vida, na casa que o ex-capitão mantinha no bairro de La Figurita. Nasazzi e outros uruguaios e argentinos de seu tempo de jogador mantinham encontros regulares e bem humorados, sem rancores dos duros encontros em que se enfrentavam. Naquele último encontro, Ferreira e Cea foram recebidos com bom humor e escutaram dele que a doença ainda iria "custar muito para levar-me". Porém, faleceu no mês seguinte.
A morte de Nasazzi assim repercutiu no jornal uruguaio El País:
| “ | Nunca neste país um esportista foi despedido com tanta angústia e ao mesmo tempo com tanto fervor. Milhares e milhares de pessoas de todas as idades e condições lhe deram o último adeus. A sede do seu Bella Vista, as ruas adjacentes, a Avenida Agraciada, as calçadas, viram passar o caixão onde ia trancafiado o ‘Grande Marechal’. As mulheres jogaram flores à sua passagem, e as mães deram flores aos pequenos para que eles também cobrissem a rua com a última homenagem ao ídolo caído. Muitos choravam. Nunca, jamais, Montevidéu viveu tanta dor pela morte de um porta-bandeiras do futebol. | ” |

A comoção também se estendeu aos rivais argentinos, no seguinte relato feito na época pela revista El Gráfico:
| “ | Muitas vezes foi dito que com o adeus final de determinado personagem ‘se encerra uma época’ e também se reitera que com sua partida ‘morre uma lenda’. E quase sempre as frases soam superficiais, como soa superficial tudo o que se reproduz por comodidade, porque se usa. Neste caso, as duas frases mereciam ser absolutamente inéditas, porque desta vez é real que se encerra uma época do futebol oriental, o qual simbolizou em vida. E também é válido que com sua partida ‘morre uma lenda’, porque sua trajetória chegou a esse limite de grandeza. Por isso, a despedida final de seu povo, tapando-o com flores, chorando-o por dentro, talvez porque cada uruguaio saiba que quebrou-se o grande molde, que chegarão os OVNIs, que se poderá visitar a lua no verão, mas que jamais haverá outro José Nasazzi. | ” |

## Títulos

### Nacional
- Campeonato Uruguaio: 1933[1]

### Seleção
- Copa América: 1923, 1924, 1926 e 1935[1]
- Futebol nos Jogos Olímpicos: 1924 e 1928
- Copa do Mundo FIFA: 1930[1]

### Individuais
- Melhor jogador da Copa América: 1923 e 1935[carece de fontes?]
- Melhor jogador da Copa do Mundo: 1930